# Gare de Barsac
La gare de Barsac est une gare ferroviaire française de la ligne de Bordeaux-Saint-Jean à Sète-Ville, située sur le territoire de la commune de Barsac, dans le département de la Gironde en région Nouvelle-Aquitaine.
Elle est mise en service en 1855 par la Compagnie des chemins de fer du Midi et du Canal latéral à la Garonne (Midi). 
C'est une halte voyageurs de la Société nationale des chemins de fer français (SNCF) du réseau TER Nouvelle-Aquitaine, desservie par des trains express régionaux.

## Situation ferroviaire
Établie à 14 mètres d'altitude, la gare de Barsac est située au point kilométrique (PK) 33;371 de la ligne de Bordeaux-Saint-Jean à Sète-Ville, entre les gares de Cérons et de Preignac.

## Histoire

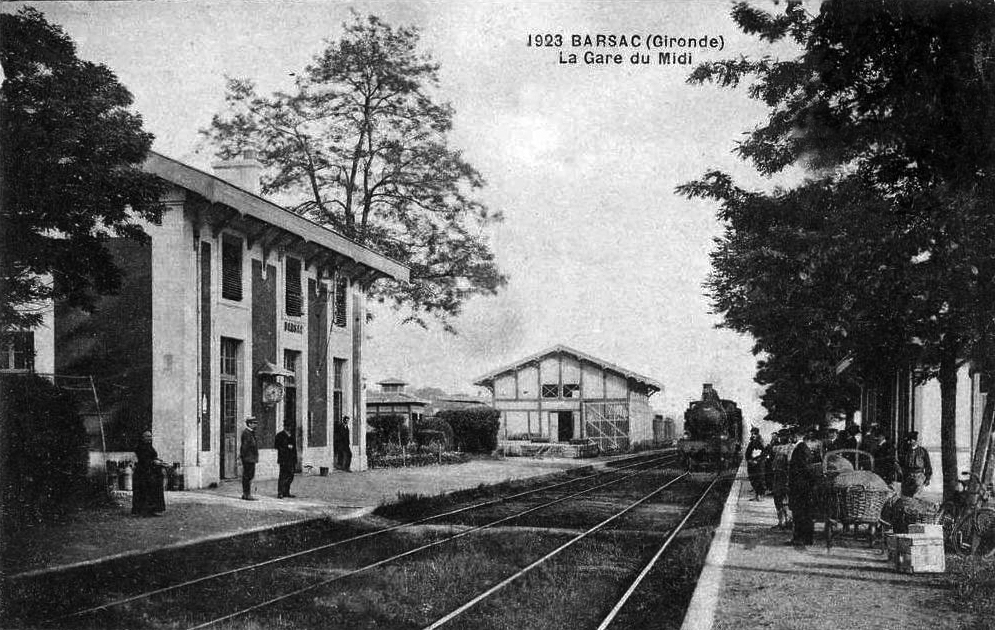
La gare de Barsac vers 1920

La station de Barsac est mise en service le 31 mai 1855 par la Compagnie des chemins de fer du Midi et du Canal latéral à la Garonne (Midi), lorsqu'elle ouvre à l'exploitation la section de Bordeaux à Langon de son chemin de fer de Bordeaux à Sète.
En 1869, un embranchement particulier est créé pour relier les chais Gaussens frères aux voies de la gare.
En 1910, une nouvelle cour pour le dépôt de pierre est créée et le pont à bascule est déplacé, ces travaux ont été approuvés le 15 janvier 1910.
En fin de l'année 2012, après le nettoyage des abords du parking, des travaux d'aménagement de la gare sont effectués pour un coût de 67 473 euros, pris en charge par RFF pour 25% et le conseil régional pour 75%. Ils consistent à installer deux abris de quai, une nouvelle signalétique et des accroche-vélos,.
En 2014, c'est une gare voyageurs d'intérêt local (catégorie C : moins de 100 000 voyageurs par an de 2010 à 2011), qui dispose de deux quais (le quai 1, pour la voie 1, dispose d'une longueur utile de 160 m et le quai 2, pour la voie 2, d'une longueur utile de 155 m) et deux abris.

## Fréquentation
De 2015 à 2023, selon les estimations de la SNCF, la fréquentation annuelle de la gare s'élève aux nombres indiqués dans le tableau ci-dessous :
| Année           | 2015   | 2016   | 2017   | 2018   | 2019   | 2020   | 2021   | 2022   | 2023   |
| --------------- | ------ | ------ | ------ | ------ | ------ | ------ | ------ | ------ | ------ |
| Voyageurs seuls | 23 455 | 21 672 | 20 850 | 17 065 | 19 071 | 14 286 | 17 115 | 17 614 | 15 481 |

## Service des voyageurs

### Accueil
Halte SNCF, c'est un point d'arrêt non géré (PANG) à accès libre. Elle est équipée d'automates pour l'achat de titres de transport TER.
La traversée des voies et le passage d'un quai à l'autre s'effectuent par le passage à niveau routier de l'avenue du Général de Gaulle (D118).

### Desserte
Barsac est une halte voyageurs du réseau TER Nouvelle-Aquitaine, desservie par des trains express régionaux de la relation Bordeaux - Langon (ligne 43.2U).

### Intermodalité
Un parc pour les vélos et un parking pour les véhicules y sont aménagés.